# لیده، استونی
لیده (به انگلیسی: Iide) یک روستا در سارما، شهرستان ساره، استونی است که در جزیره سارما واقع شده‌است. قبل از اصلاحات اداری در سال ۲۰۱۷ در شهرداری‌های استونی، این شهر مرکز اداری منطقه تورگو بود. جمعیت لیده (تا تاریخ ۱ ژانویه ۲۰۰۸) ۶۷ نفر بوده‌است).